# Анална инконтиненција
Анална инконтиненција или фекална инконтиненција је немогућност вољног задржавања цревног садржаја, за разлику од анизма — парадоксалног повећања притиска или смањење притиска мање од 20% у нивоу спољњег аналног сфинктера при дефекационом напињању. Карктерише се поновљеним продирањем столице или фецеса (обично нехотично) у одећу. Обично се то дешава када се задражана столица накупља у дебелом цреву и ректуму. Тада дебело црево постаје превише пуно а течна столица цури око задржане столице, остављајући мрље на доњем вешу. На крају, задржавање столице може изазвати истезање (надување) црева и губитак контроле над покретима црева.

## Епидемиологија
Најчешћи узрок дисфункције сфинкерног апарата, је порођајна траума, којa се јављa због повреда уретероаналног сфинктера (скраћено УAС), као резултат микротраума на нивоу аналних сфинктера и/или у нивоу пудендалног нерва услед настанка стреч лезија односно лезија услед растезања. Већина жена која је имала вагинални порођај и порођајну трауму у њиховој трећој и четвртој деценији живота, не показује знаке фекалне инконтиненције све до своје шесте деценије живота.
У једној проспективној студији 35% прворотки које су се породиле вагиналним путем су имале оштећење аналних сфинктера, док други подаци указују на ризик од 25% за прворотке и 4% за сваки следећи порођај.
Епизиотомија се показала као посебан фактор ризика за оштећење аналних сфинктера. У једној студији епизиотомија је била удружена са деветоструким повећањем ризика за настанак аноректалне дисфункције.
Независно од типа порођаја, инконтиненција за флатус или фецес је уочена у великом проценту код жена у средњој животној доби, указујућу на тај начина да старење и промене у нивоу пода карлице које настају као последица старења и независтан су фактор ризика у развитку аналне инконтиненције.
Код мушкараца и жена старијих од 70 година притисци у аналним сфинктерима су 30-40% нижи у односу на млађе особе.
Вољна контракција сфинктера у свим старосним групама је мања у жена у односу на мушкарце, са великом падом ових вредности после менопаузе.
Потребно је напоменути и дневни ритам тонуса ректума. Наиме, ректална глаткомишићна мускулатура изазива тоничке контракције, при чему се тонус повећава непосредно након оброка као одговор на анксиозност. Насупрот томе тонус ректума се смањује у периодима опуштености. Из овога следи да људи осећају више ректалних сензација након оброка и ректална евакуација столице или гаса је вероватнија након оброка и у периодима када је особа анксиозна што доводи до већег ризика за фекалну инконтиненцију.

## Подела
Анална инконтиненција се може поделлити у односу на начин манифестације немогућности вољног задржавања цревног садржаја, на следеће облике:
Пасивна инконтиненција
Овај облик се карактерише невољним пражњењењем фекалног садржаја или флатуса из ректума без свести o томе. Овај облик инконтиненције указује на губитак перцепције или поремећен ректоаналне рефлексе са дисфунцијом сфинктера или без ње.
Ургентна инконтиненција
Овај облик инконтиненције ануса карактерише пасажа фекалног садржаја или флатуса упркос активним напорима да се садржај задржи. Главни узрок поремећаја је <поремећај функције сфинктера и смањење ректалног капацитета за задржавање столице (смањење ректалне комплијансе).  фекално цурење (нежељено пропуштање столице), често након дефекације при иначе нормалној аналној континенцији и евакуацији. Ово стање је примарно последица некомлпетне евакуације столице или поремећеног сензибилитетеа ректума. Код овог облика анални сфинктери и пудендални нерв су углавном интактни.

## Етиологија
Узрок аналне инконтиненције може бити поремећај аноректалне регије или структуре пода мале карлице као и поремећај сензибилитета ректума, који смањује ректалну комплијансу (још један механизам за одржавање континенције) и изазива осећај ургентне дефекације.
Уколико је очуван хипосензибилитет (повећан праг дефекације) постоји повећан ризик за настанак фекалне инконтиненције.
Фекална инконтиненција настаје када је дејство једног или више механизама који учествују у одржавању континенције поремећено, тако да други механизми не могу да компензују тај поремећај. На пример код око 30% жена се јављa оштећење сфинктера при порођају које је у тренутку настанка клинички окултно. Касније у животу када други фактори ризика дођу до изажаја, долази до клинички манифестне инсуфицијенције. Према томе, фекална инконтиненција је често мултифакторијална. У једној проспективној студији, 80% пацијената са фекалном инконтиненцијом је имало више од једног поремећаја.
Иако се патофизиолошки механизми у аналној инконтиненцији често преплићу, фекална инконтиненција се према етиолошком узрочнику може поделити у четири велике групе, наведене у табели испод.
| Етиолошки фактор                                   | Карактеристике |
| -------------------------------------------------- | --- |
| Поремећај структуре аноректума и пода мале карлице | Поремећај функције аналних сфинктера, код овог поремећаја настаје услед хемороидектомије, неуропатије, порођајне трауме која је најчешћи узрок дисфункције сфинктера, као и због промене које настају током старења, што доводи до слабости сфинктера и губитка рефлекса узорковања ректалног садржаја. Током процеса старења, превеликог перинеалног спуштања или трауме може доћи до повећања аноректалног угла (настаје туп угао) и слабости сфинктера, као последице слабљења снаге мишићних влакана. Уочено је да се УAС код старијих задебљава као последица склерозе. Поремећаји у нивоу пудендалног нерва који настају услед смањења брзине спровођења импулса током старења, израженог дефекационог напињања, порођајне или хируршке трауме и перинеалног спада доводе до слабости сфинктера, губитка сензибилитета и поремећених рефлекса. Централни и периферни нервни систем такође могу имати поремећену функцију услед трауматске повреде главе и кичмене мождине, оперативних захвата на поменутим структурама, затим као последица шећерне болести, мултипле склерозе, шлога услед чега може доћи до губитка сензибилитета, поремећених рефлекса, секундарне миопатије и губитка способности акомодације самог завршног дела дебелог црева (ректума). Треба поменути и трауме које настају у популације хомосексуалаца као последицу упражњавања аналних сексуалних односа. Такође јављају се и поремећаји у нивоу ректума услед: старења, инфламаторних болести црева, синдрома иритабилног колона, пролапса и терапијског зрачења, када може доћи до губитка способности ректалне акомодације и поремећаја сензибилитета у смислу хиперсензибилности. |
| Промењене карактеристике столице                   | Настаје код је повећан волумен и ретка конзистенција столице услед дејства лекова, малапсорпције жучних киселина, инфекције, инфламаторне болести црева, синдрома иритабилног колона, некритичке примене лаксатива и метаболичких поремећаја. Све ово доводи до појаве дијареје (пролива) и осећаја хитности, брзог транзита столице и поремећене акомодације ректума. Такође застој у пасажи тврде столице, услед примене лекова или дефекационе дисинергије, доводи до фекалне ретенције са преливањем фекалних маса |
| Поремећена функција аноректума и пода мале карлице | Настаје услед примарно поремећеног аноректалног сензибилитета због нарушене функције аутономног и/или централног нервног система и порођајне трауме, што доводи до губитка „свести” o столици (аноректалне агнозије). Фекална импакција услед дисинергичке дефекације доводи до фекалне ретенције са преливањем столице и поремећаја сензибилитета. |
| Остали узроци фекалне инконтиненције               | У ово групу спадају поремећаји покретљивости пацијента, когнитивних функција услед старења, деменције, инвадилитета, психотични поремећаји код којих пацијенти вољно изазивају фекално влажење, као и утицај лекова у које спадају антихолинергици (опстипација, поремећај сензибилитета), антидепресиви, лаксативи (дијареја), мишићни релаксанти (релаксација тонуса аналних сфинктера). У ову групу поремећаја убраја се и интолеранција на храну, пре свега малапсорпција која настаје као последица интолеранције на лактозу, фруктозу и сорбитол. |

## Дијагноза
Евалуација пацијената са фекалном инконтиненцијом започиње исцрпном анамнезом и добрим клиничким интернистичким, као и неуролошким прегледом.
Дигиторектални преглед аноректалног предела је веома важна и лако изводљив тест који даје добар увид у стање аналног сфинктера и евентуалну инфилтрацију зида ректума, и може се извести и у ординацији лекара опште праксе.
Од даљих дијагностичких процедура најважније су ректосигмоидоскопија, аноректалне манометрија, трансректални ултразвук, електромиографија сфинктера.

## Терапија

### Конзервативна терапија
Формирање чврсте столице
Чврста столица омогућава лакшу контролу дефекацихје него текућа, па је у лечењу добро започети терапију применом дијеталних препарата који везују воду на себе и утичу на формирање стола (метилцелулоза)
Лекови
Тарапија лековима заснива се на примени медикамената који смањују мотилитет столице и подижу тонус аналног сфинктера (нпр лоперамид).
Дигиторектални захват
Код пацијената са импактираном столицом, једноставним дигиторекталним захватом могу се евакуисати заостали комади столице и ефикасно решити инцонтиненција
Електрична стимулација корена сакралних живаца
Може довести до опоравка код пацијената са интактним сфинктером.
Анална електрична стимулација
Ова медода подразумева дневну стимулацију помоћу аналне електроде и може је користити пацијент самостално код куће након едукације у адекватној установи.

### Биофидбек терапија
Биофидбек терапија је безболна, неинвазивна техника којом се пацијент обучава да контролишу одређене телесне процесе који нису под контролом наше воље, као што је ритам рада срца, тонус глатких мишића, температура тела. Ове активности се могу регистровати електродама и бележити, односно евалуирати на монитору.
Биофидбек техника за фекалну инконтиненцију спроводи се девет сеанси у трајању од 40 до 60 минута, под контролом обучене медицинске сестре у периоду од три до шест месеци.

### Хируршка терапија
Ова врста терапија подразумијева парцијална ресекција пуборекталног мишића са задовољавајућим резултатима који су показивали и преко 90% успешности месец дана након интервенције. Међутим метода због своје инвазивности и могућих постоперативних компликација није широко заступљена.
Новије метода је имплантација артикулационог сфинктера (манжетне која се монтира око аналног канала и контрочише ручно, пумпањем тонуса у скротуму или вагине вагине. Корисник једноставним притиском на контролну пумпу дозвољава дефекацију.
Алтернатива овим процедурама је убризгавање биоматеријала у унутрашњи анални сфинктер (силикон, колаген) како би се повећао тонус мишића. Ове процедуре су и даље у фази тестирања ефикасности и нису за ширу употребу.